# Ukamau
Pour plus de détails, voir Fiche technique et Distribution.
Ukamau (« C'est comme ça » en aymara) est un film bolivien réalisé par Jorge Sanjinés en 1966.

## Synopsis
Sabina (indienne) a été violée par Rosendo Ramos (métis) et son mari Andrés Mayta veut se venger.

## Fiche technique
- Réalisation : Jorge Sanjinés
- Scénario : Oscar Soria
- Producteur : Nicanor Jordán Castedo
- Photo : Hugo Roncal et Genaro Sanjinés
- Musique : Alberto Villalpando
- Durée : 72 min
- Pays :  Bolivie
- Langue : Aymara, Espagnol
- Format : Noir et blanc
- Date de sortie : 1966